# ヘンリー・スコット (第4代デロラン伯爵)
第4代デロラン伯爵ヘンリー・スコット（英語: Henry Scott, 4th Earl of Delorain、1737年2月8日 – 1807年9月10日）は、スコットランド貴族。1739年から1740年までハーミテージ子爵の儀礼称号を使用した。

## 生涯
第3代デロラン伯爵ヘンリー・スコットと妻エリザベス・（Elizabeth、1794年6月5日没、旧姓フェンウィック（Fenwick）、ジョン・フェンウィックの娘）の長男として、1737年2月8日に生まれた。1740年1月31日に父が死去すると、デロラン伯爵位を継承した。
1763年11月16日、フランシス・ナイト（Frances Knight、1782年2月ごろ没、ヘンリー・ナイト閣下の未亡人、トマス・ヒースの娘）と結婚したが、後に別居した。
1807年9月10日、ロンドンのシャーロット・ストリートで死去した。後継者がおらず、爵位は全て廃絶した。